# Grupa Nowojorska
Grupa Nowojorska (ukr. Нью-Йоркська група) – grupa literatów ukraińskich tworzących na terenie USA. Powstała 20 grudnia 1958 roku, w kawiarni na West Street 4 w Nowym Jorku. Założycielami Grupy Nowojorskiej są Bohdan Bojczuk i Jurij Tarnawśkyj. W pierwszej połowie 1959 r. członkowie ugrupowania wydali czasopismo „Нові поезії”, w którym znalazły się utwory siedmiu poetów: Emmy Andijewskiej, Jurija Tarnawskiego, Wiry Wowk, Bohdana Rubczaka, Żeni Wasylkiwskiej, Patrycji Kałyny i Bohdana Bojczuka. Do 1971 roku ukazało się 13 numerów czasopisma. Oprócz poezji wymienionych członków grupy, w czasopiśmie ukazywały się także przekłady, przede wszystkim modernistów.
Grupa Nowojorska od końca lat 50. współtworzyła oryginalną atmosferę życia literackiego emigracji ukraińskiej. W latach 70. do Grupy dołączyli: Roman Babował (Роман Бабовал), Jurij Kołomyjeć (Юрій Коломиєць), Oleh Kowerko (Олег Коверко), Marco Carynnyk (Марко Царинник), Jurij Sołowij (Юрій Соловій) oraz tłumacz języka hiszpańskiego Wolfram Burhardt (Вольфрам Бургардт). Jako ostatnia dołączyła do poetów Marija Rewakowycz (Марія Ревакович).
Członkowie grupy:
- Wira Wowk – ukr. Віра Вовк (ur. 1926)
- Bohdan Bojczuk – ukr. Богдан Бойчук (1927-2017)
- Żenia Wasylkiwśka – ukr. Женя Васильківська (ur. 1929)
- Jurij Kołomyjeć – ukr. Юрій Коломиєць (ur. 1930)
- Emma Andijewska – ukr. Емма Андієвська (ur. 1931)
- Jurij Tarnawśkyj – ukr. Юрій Тарнавський (ur. 1934)
- Bohdan Rubczak – ukr. Богдан Рубчак (ur. 1935)
- Patrycja Kyłyna – ukr. Патриція Килина (ur. 1936-2019)
- Oleh Kowerko – ukr. Олег Коверко (ur. 1937)
- Marco Carynnyk – ukr. Марко Царинник (ur. 1944)
- Roman Babował – ukr. Роман Бабовал (ur. 1950)
- Marija Rewakowycz – ukr. Марія Ревакович (ur. 1960)

Antologie:
Poza indywidualnymi tomikami poezji czy prozy, członkowie Grupy Nowojorskiej wydali antologie swoich utworów, m.in.:
- Поети «Нью-Йоркської групи». Антологія, Харків 2003.
- Півстоліття напівтиші. Антологія поезії Нью-Йоркської групи, Київ2005.

Autorką wstępu i wyboru utworów poetyckich jest członkini grupy, Marija Rewakowycz. We wstępie do antologii autorka wyboru przedstawia historię powstania grupy, opisuje reakcje krytyki literackiej na utwory członków grupy, a wszystko na tle nowatorskich tendencji światowej poezji, jakie zaistniały w literaturze w połowie XX wieku. Autorka podaje również krótką charakterystykę poezji każdego z zaprezentowanych w antologii twórców. Chociaż najwięcej utworów pochodzi z wczesnego okresu twórczości poetów, dobór proponowanych tekstów jest próbą całościowego ukazania dorobku poetyckiego poszczególnych członków grupy. Antologia ukazała się w momencie, gdy grupa emigracyjnych poetów miała za sobą bez mała półwiecze pracy literackiej.
Ze wstępu dowiemy się, że pomysł zebrania i wydania na terytorium Ukrainy antologii wierszy emigracyjnych poetów pojawił się na początku lat 90., tuż po odzyskaniu przez Ukrainę niepodległości. Właśnie wczesne lata 90. były okresem, w którym większość czytelników na Ukrainie zetknęła się po raz pierwszy z twórczością ukraińskiej diaspory. Był to czas odkrywania w ojczyźnie literatury ukraińskiej emigracji. A zetknięcia te i odkrycia zaowocowały entuzjastycznym przyjęciem tych nowych (czy nieznanych) jakości w literaturze.
Antologia jest jednym z najpełniejszych wydań utworów Grupy Nowojorskiej, a także reprezentacyjnym zbiorem współczesnej ukraińskiej poezji.